# 7100 Martin Luther
A 7100 Martin Luther (ideiglenes jelöléssel 1360 T-2) a Naprendszer kisbolygóövében található aszteroida. Cornelis Johannes van Houten,  Ingrid van Houten-Groeneveld és Tom Gehrels fedezte fel 1973. szeptember 29-én. Nevét Luther Márton német teológus után kapta.